# 페룰산
페룰산(Ferulic acid)은 하이드록시신남산 유도체이자 페놀성 화합물이다. 이는 화학식 (CH3O)HOC6H3CH=CHCO2H를 갖는 유기 화합물이다. 이름은 아위속(Ferula)에서 유래되었다. 페놀류 식물화학물질로 분류되는 페룰산은 호박색 고체이다. 페룰산의 에스테르는 식물 세포벽에서 발견되며, 아라비노자일란과 같은 헤미셀룰로스에 공유 결합되어 있다. 페룰산에서 파생된 염과 에스테르를 페룰산이라고 한다.

## 같이 보기
- 커피산
- 쿠마르산
- 유제놀